# Zhu Tao
Zhu Tao (chinesisch 朱濤 / 朱涛, Pinyin Zhū Tāo; * 20. November 1974) ist eine ehemalige chinesische Fußballspielerin.

## Karriere

### Klub
Sie war in ihrer Heimat für ein Team in Peking aktiv.

### Nationalmannschaft
Mit der chinesischen A-Nationalmannschaft nahm sie an der Weltmeisterschaft 1991 teil. Ihr einziger Einsatz hier war beim 4:0-Gruppenspielsieg über Norwegen. Wo sie zur 70. Minute für Sun Wen eingewechselt wurde.